# اوپی‌ام‌ال
Outline Processor Markup Language) OPML) یک فرمت XML است. مهم‌ترین استفاده آن جابجایی لیست فیدهای وب میان جمع کننده‌های فید است.
از خصوصیات opml این است که یک طرح کلی به مانند سلسله مراتبی برای عناصر دلخواه تعریف می‌کند و این خصوصیت opml را برای لیست داده‌های زیادی مفید می‌سازد.